# Philosophical Magazine
Het Philosophical Magazine is 's werelds oudste commercieel gepubliceerd wetenschappelijk tijdschrift. Het werd in 1798 opgericht door Richard Taylor en uitgegeven door Taylor & Francis. Het tijdschrift handelt niet (meer) over wat we tegenwoordig onder "filosofie" verstaan, maar over specifieke onderdelen van de natuurkunde.

## Vroege geschiedenis
De naam van het tijdschrift dateert uit een periode waarin 'natuurfilosofie' alle aspecten van de wetenschap besloeg: natuurkunde, scheikunde, astronomie, geneeskunde, plantkunde, biologie en geologie en daarnaast de natuurlijke verschijnselen zoals aardbevingen, vulkaanuitbarstingen, bliksem en aurora. De allereerste paper gepubliceerd in het tijdschrift droeg de titel 'Account of Mr Cartright's Patent Steam Engine'. Andere artikelen in het eerste deel waren 'Methoden voor het ontdekken of wijn is vermengd met een metaal dat schadelijk is voor de gezondheid' en 'Beschrijving van de apparatuur die door Lavoisier werd gebruikt om water te produceren uit zuurstof en waterstof'.
In 1814 fuseerde Philosophical Magazine' met het Journal of Natural Philosophy, Chemistry and the Arts en werd de naam The Philosophical Magazine and Journal. Na verdere fusies met Annals of Philosophy en The Edinburgh Journal of Science werd de naam in 1840 The London, Edinburgh and Dublin Philosophical Magazine and Journal of Science, om in 1949 weer de oorspronkelijke naam te krijgen: The Philosophical Magazine.
In 1978 werd het tijdschrift gesplitst in Philosophical Magazine A en Philosophical Magazine B. Deel A behandelde structuur en mechanische eigenschappen van materialen, en deel B statistische mechanica, elektrodynamica en optica. Omdat het steeds moeilijker bleek om te besluiten in welk deel artikelen het beste pasten, werden ze in 2003 weer samengevoegd onder de aloude titel Philosophical Magazine. Tegelijkertijd werd het tijdschrift Philosophical Magazine Letters opgericht met als doel snel korte artikelen te publiceren over vastestoffysica.